# Radinovy
Radinovy jsou vesnice, část obce Vrhaveč v okrese Klatovy v Plzeňském kraji. Nachází se asi dva kilometry jižně od Vrhavče. Je zde evidováno 70 adres. V roce 2011 zde trvale žilo 171 obyvatel.
Radinovy jsou také název katastrálního území o rozloze 2,42 km².

## Historie
První písemná zmínka o vesnici pochází z roku 1379.

## Obyvatelstvo
| Rok            | 1869 | 1880 | 1890 | 1900 | 1910 | 1921 | 1930 | 1950 | 1961 | 1970 | 1980 | 1991 | 2001 | 2011 | 2021 |
| -------------- | ---- | ---- | ---- | ---- | ---- | ---- | ---- | ---- | ---- | ---- | ---- | ---- | ---- | ---- | ---- |
| Počet obyvatel | 194  | 195  | 217  | 233  | 271  | 259  | 264  | 192  | 186  | 171  | 152  | 137  | 132  | 171  | 149  |
| Počet domů     | 29   | 28   | 32   | 33   | 38   | 40   | 46   | 45   | 45   | 46   | 44   | 50   | 52   | 57   | 60   |

## Obecní správa
Při sčítání lidu v letech 1850–1963 Radinovy byly samostatnou obcí v okrese Klatovy. Od roku 1964 jsou částí obce Vrhaveč v okrese Klatovy. V letech 1850–1899 k obci patřily Neznašovy.

## Galerie

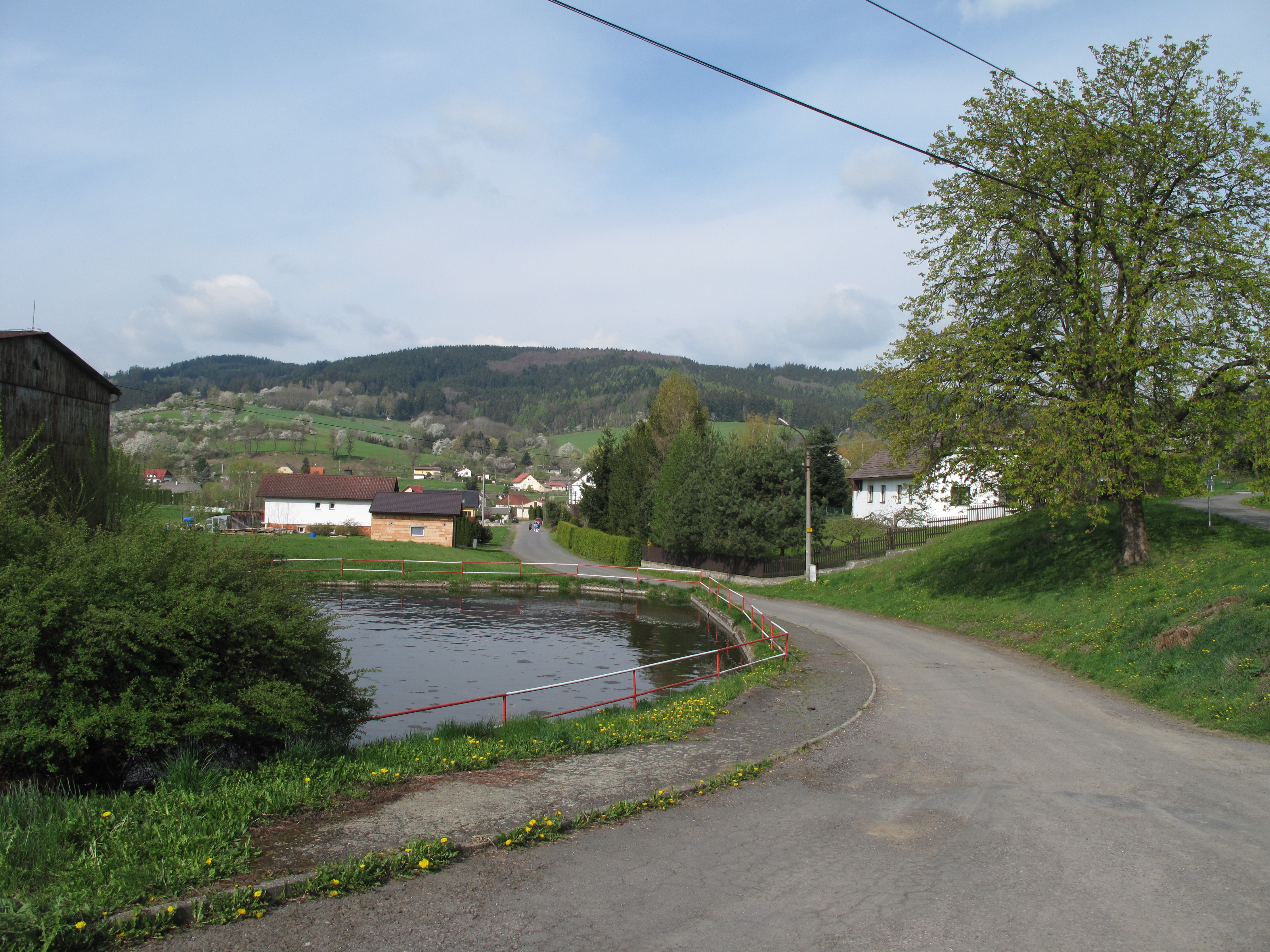
Silnice vedoucí podél vodní nádrže
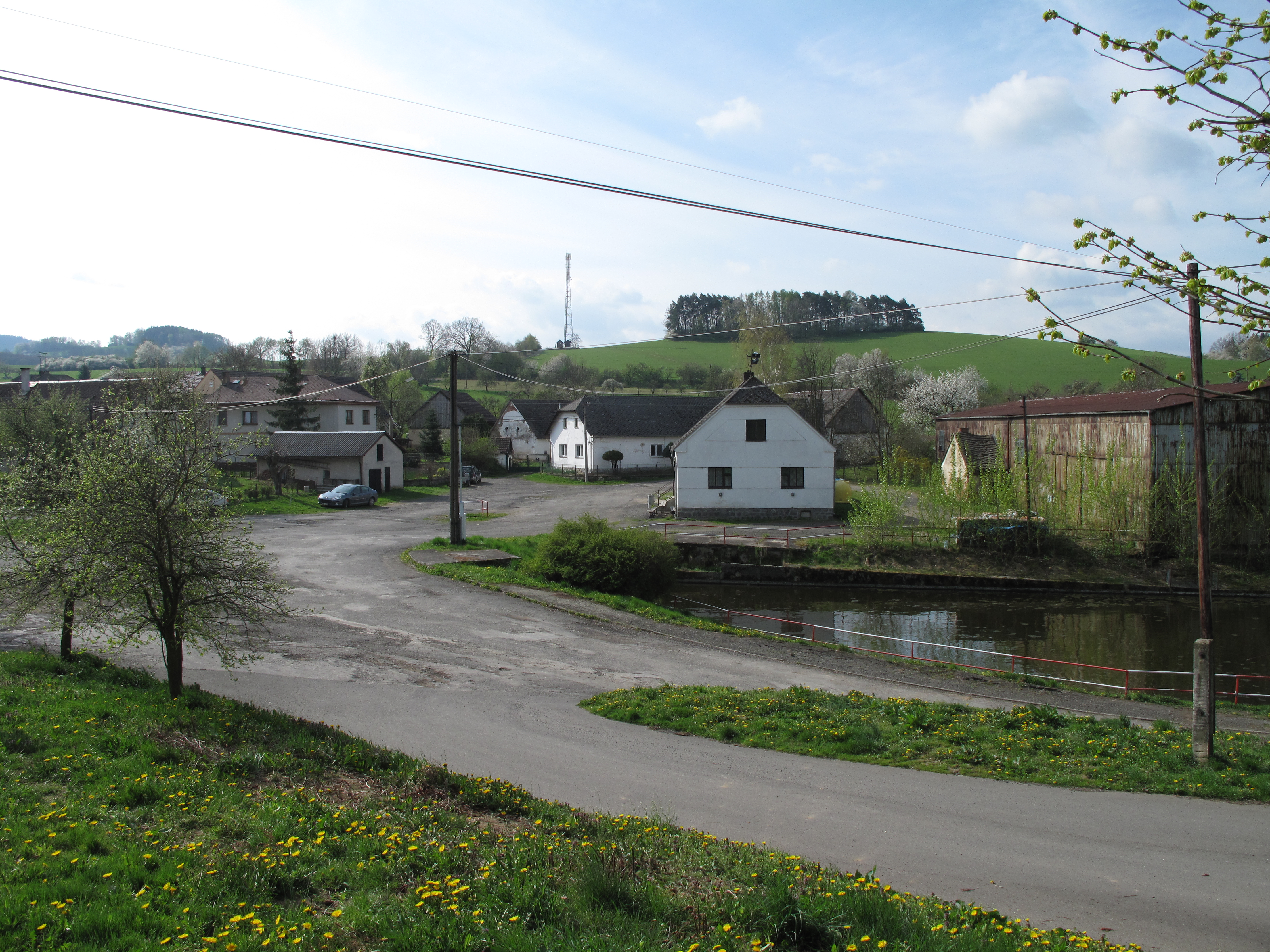
Náves
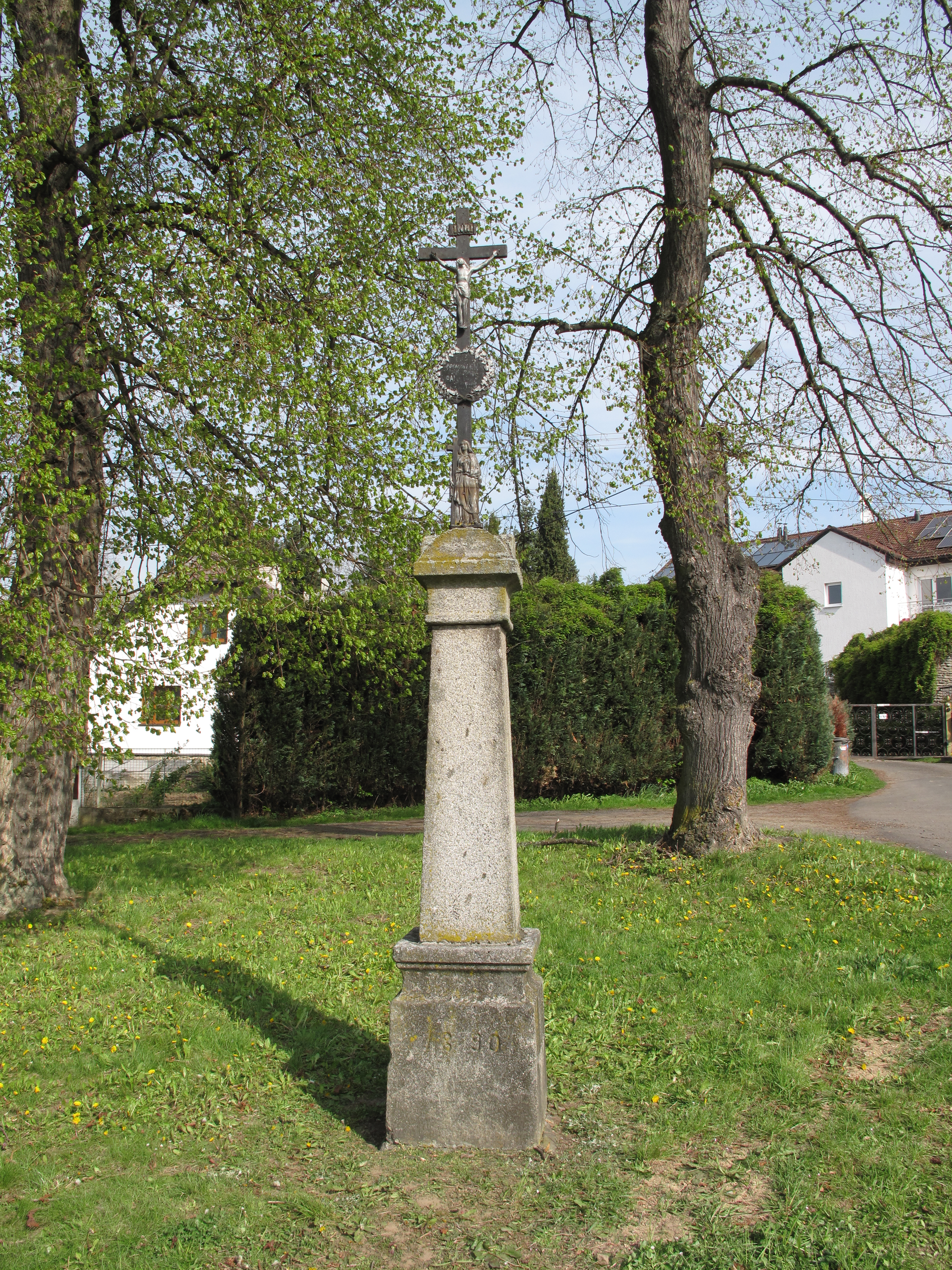
Boží muka